# Kosmos 140
Kosmos 140 (ros. Космос-140) – bezzałogowy lot kosmiczny w ramach programu Sojuz. Misja Kosmos 140 była trzecim testem tego statku (drugim, podczas którego udało się go wynieść na orbitę okołoziemską).
Start misji Kosmos 140 był udany, problemy zaczęły się na orbicie. System kontroli orientacji zawiódł, statek zużył niepotrzebnie dużą ilość paliwa i nie mógł utrzymać orientacji pozwalającej na skuteczne działanie paneli słonecznych; pomimo tego obsługa naziemna zachowała nad nim kontrolę. Pojazd wszedł w atmosferę pod ostrzejszym kątem niż zakładano. Podczas oddzielania kapsuły powrotnej doszło do jej dekompresji i wypalenia trzydziestocentymetrowej dziury w osłonie termicznej. Systemy lądowania kapsuły zadziałały, zboczyła ona jednak z planowanego kursu o 500 km i trafiła w taflę lodu na zamarzniętym Jeziorze Aralskim, przebijając ją i tonąc na głębokość 10 m. Statek musieli wydobyć nurkowie. Mimo to dowództwo programu Sojuz uznało misję na dostatecznie udaną, aby następny lot był lotem załogowym.